# Mijaíl Chertkov
Mijaíl Ivánovich Chertkov (en ruso: Михаил Иванович Чертков; San Petersburgo, 14 de agosto de 1829 - París, 19 de octubre de 1905) fue un General de Caballería y estadista ruso quien sirvió como Gobernador General de Varsovia en Polonia entre 1900 y 1905.
Se unió al Ejército zarista en diciembre de 1851 como teniente y tomó parte en la Guerra de Crimea. En 1859-1860, luchó contra insurgentes en el Cáucaso.
En 1861-64 fue gobernador y comandante militar de la Gobernación de Vorónezh y entre 1864 y 1866 de la Gobernación de Volinia. En 1867-68 fue vicegobernador general de Vilna, Kaunas, Grodno, y Minsk, y el jefe de las provincias de Vitebsk y Mogilev.
En 1868 recibió el rango de teniente general. En 1868-74 fue el atamán militar del Ejército del Don. En 1877, durante la Guerra ruso-turca de 1877-78, acompañó al emperador Alejandro II a Chisináu. Entre el 16 de abril de 1878 y el 13 de enero de 1881 fue gobernador general y gobernador militar del Krai Sudoccidental y del Distrito Militar de Kiev.
A partir de enero de 1881 fue miembro del Consejo de Estado y entre octubre y noviembre de 1881 fue un miembro de la Reunión Especial para la Reorganización de la Administración Militar.
Desde marzo de 1901 hasta el fin de su vida fue Gobernador General de Varsovia y Comandante del Distrito Militar de Varsovia. En septiembre de 1902, recibió la más alta condecoración prusiana, la Orden del Águila Negra, cuando visitó Posen para maniobras del ejército alemán.
Murió a la edad de 76 años. El distrito Chertkovsky, la villa de Chertkovo y la estación ferroviaria de Chertkovo fueron nombrados en su honor.